# Honhalli, Aland
Honhalli là một làng thuộc tehsil Aland, huyện Gulbarga, bang Karnataka, Ấn Độ.